# Eurocypria Airlines
Eurocypria Airlines was een Cypriotische luchtvaartmaatschappij met thuisbasis in Larnaca. Naast geregelde en ongeregelde chartervluchten naar Europa voerde de maatschappij ook enkele lijndiensten uit.

## Geschiedenis
Eurocypria Airlines werd opgericht in 1990 door Cyprus Airways en de eerste vlucht vond plaats in 1992. In november 2010 ging Eurocypria Airlines failliet.

## Vloot
Toen Eurocypria in november 2010 failliet ging, bestond de vloot uit 6 Boeing B737-800's.